# Siro Marcellini

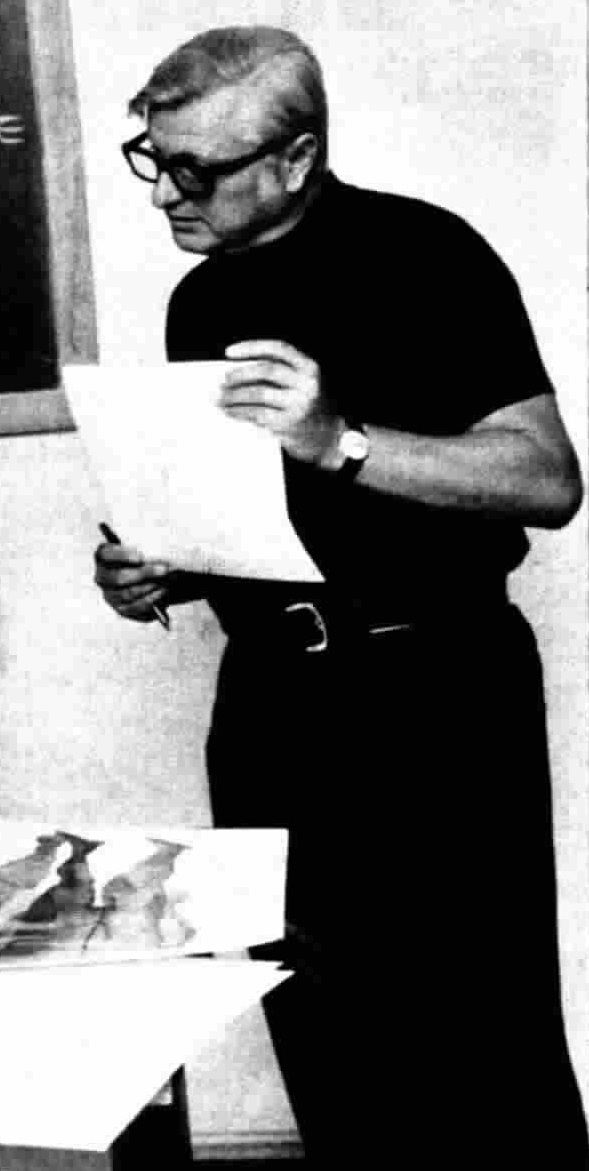
Siro Marcellini

Siro Marcellini (* 16. September 1921 in Genzano di Roma) ist ein italienischer Filmregisseur.

## Leben
Marcellini begann seine berufliche Karriere als Theaterregisseur, bevor er zum Film wechselte, wo er nach kurzer Zeit als Regieassistent 1953 seinen ersten von zwölf Filmen bis ins Jahr 1970 inszenierte und zu etlichen das Drehbuch verfasste; es handelt sich um handwerklich ordentlich und inhaltlich konventionelle Werke ohne besondere Meriten, aber mit gewissem Erfolg beim Publikum. Darüber hinaus inszenierte Marcellini für Radio und Fernsehen und drehte einige Dokumentarfilme.
Pseudonyme Marcellinis waren Omar Hopkins und Sean Markson.

## Filmografie (Auswahl)
- 1958: Don Vesuvio und das Haus der Strolche (Il bacio del sole)
- 1959: Die Musketiere des Teufels (I cavalieri del diavolo)
- 1962: Das Zeichen der Musketiere (Il colpo segreto di D'Artagnan)
- 1963: Die Sklavinnen von Damaskus (L'eroe di Babilonia)
- 1964: Der Rancher vom Colorado-River (L'uomo della valle maledetta)
- 1967: Lola Colt… sie spuckt dem Teufel ins Gesicht (Lola Colt (Faccia a faccia con El Diablo))
- 1968: Quintero – das As der Unterwelt (La legge dei gangsters)
- 1971: Gold Warrior (Quei dannati giorni dell'odio e dell'inferno)